# Карбонат цинку
Карбонат цинку — неорганічна сполука з формулою ZnCO3. Біла тверда речовина, нерозчинна у воді. Зустрічається в природі як мінерал смітсоніт.
Карбонат цинку можна отримати обробкою холодних розчинів сульфату цинку гідрокарбонатом калію. При нагріванні перетворюється на осно́вний карбонат цинку (Zn5(CO3)2(OH)6).
Карбонат цинку має ту ж структуру, що і карбонат кальцію (кальцит).